# Papežík americký
Papežík americký (Spiza americana) je malý zrnožravý tažný pěvec z čeledi kardinálovití. Hnízdí v travinatých prériích na středozápadě Spojených států amerických a zimuje ve Střední Americe, severní Kolumbii a severní Venezuele. Od roku 1967 do roku 2015 zažil tento druh více než 1,5% úbytek početnosti v severní části hnízdního rozšíření a napříč středozápadem Spojených států.

## Popis
Papežík americký má velký světlý zobák, žlutý nadoční proužek, hnědou svrchní stranu s černými proužky na zádech, tmavá křídla, rezavé skvrny na ramenech a světlou spodinu. Dospělí samci mají černou skvrnu na hrdle, žlutá prsa a šedé temeno a líce. Samice a mladí ptáci mají hnědší hlavu a líce a mají čárkované boky.

## Rozšíření a biotop
Jeho hnízdním biotopem jsou pole na středozápadě Spojených států. Následně migruje ve velkých hejnech do jižního Mexika, Střední Ameriky a na sever Jižní Ameriky.

## Hnízdění
Polygynní. Hnízdo staví v trávě či keřících nízko nad zemí nebo 90 – 120 cm vysoko na keřích a stromech.

## Potrava
Potravu hledá na zemi nebo na polích. Živí se převážně hmyzem a semeny.